# Чемпіонат Європи з боротьби 2016
Чемпіонат Європи з боротьби 2016 проходив з 8 по 13 березня в столиці Латвії, місті Рига. Змагання відбулися в спортивному комплексі Арена Рига.

## Розподіл нагород

### Загальний медальний залік
| Місце | Країна      | Золото | Срібло | Бронза | Загалом |
| ----- | ----------- | ------ | ------ | ------ | ------- |
| 1     | Росія       | 7      | 1      | 4      | 12      |
| 2     | Грузія      | 3      | 2      | 4      | 9       |
| 3     | Туреччина   | 3      | 1      | 3      | 7       |
| 4     | Азербайджан | 2      | 2      | 4      | 8       |
| 5     | Україна     | 1      | 5      | 8      | 14      |
| 6     | Білорусь    | 1      | 3      | 6      | 10      |
| 7     | Польща      | 1      | 2      | 2      | 5       |
| 8     | Вірменія    | 1      | 2      | 1      | 4       |
| 9     | Німеччина   | 1      | 0      | 3      | 4       |
| 10    | Швеція      | 1      | 0      | 1      | 2       |
| 11    | Латвія      | 1      | 0      | 0      | 1       |
| 11    | Фінляндія   | 1      | 0      | 0      | 1       |
| 11    | Італія      | 1      | 0      | 0      | 1       |
| 14    | Сербія      | 0      | 3      | 0      | 3       |
| 15    | Румунія     | 0      | 1      | 2      | 3       |
| 16    | Норвегія    | 0      | 1      | 0      | 1       |
| 16    | Ізраїль     | 0      | 1      | 0      | 1       |
| 18    | Болгарія    | 0      | 0      | 5      | 5       |
| 19    | Угорщина    | 0      | 0      | 4      | 4       |
| 20    | Молдова     | 0      | 0      | 1      | 1       |
| Total | Total       | 24     | 24     | 48     | 96      |

### Рейтинг команд[2]
| Місце | Чоловіки, вільний стиль | Чоловіки, вільний стиль | Жінки, вільний стиль | Жінки, вільний стиль | Чоловіки, греко-римська | Чоловіки, греко-римська |
| Місце | Країна                  | Очки                    | Країна               | Очки                 | Країна                  | Очки                    |
| ----- | ----------------------- | ----------------------- | -------------------- | -------------------- | ----------------------- | ----------------------- |
| 1     | Грузія                  | 59                      | Україна              | 59                   | Росія                   | 48                      |
| 2     | Росія                   | 54                      | Білорусь             | 49                   | Вірменія                | 42                      |
| 3     | Україна                 | 51                      | Азербайджан          | 48                   | Азербайджан             | 40                      |
| 4     | Білорусь                | 46                      | Росія                | 43                   | Туреччина               | 37                      |
| 5     | Азербайджан             | 40                      | Німеччина            | 30                   | Україна                 | 36                      |
| 6     | Болгарія                | 34                      | Румунія              | 27                   | Грузія                  | 35                      |
| 7     | Польща                  | 29                      | Туреччина            | 27                   | Сербія                  | 33                      |
| 8     | Туреччина               | 28                      | Угорщина             | 27                   | Німеччина               | 26                      |
| 9     | Румунія                 | 26                      | Болгарія             | 24                   | Білорусь                | 24                      |
| 10    | Вірменія                | 21                      | Польща               | 22                   | Угорщина                | 21                      |

### Чоловіки, вільний стиль
| Дисципліна | Золото                | Срібло            | Бронза            |
| ---------- | --------------------- | ----------------- | ----------------- |
| 57 кг      | Гаджимурад Рашидов    | Андрій Яценко     | Андрій Дуков      |
| 57 кг      | Гаджимурад Рашидов    | Андрій Яценко     | Георгі Вангелов   |
| 61 кг      | Владімер Хінчегашвілі | Георгій Колієв    | Іван Гуйдя        |
| 61 кг      | Владімер Хінчегашвілі | Георгій Колієв    | Гаджі Алієв       |
| 65 кг      | Франк Чамісо          | Мустафа Кая       | Ісраїл Касумов    |
| 65 кг      | Франк Чамісо          | Мустафа Кая       | Семен Радулов     |
| 70 кг      | Магомедмурад Гаджієв  | Давид Тлашадзе    | Ніколай Куртев    |
| 70 кг      | Магомедмурад Гаджієв  | Давид Тлашадзе    | Азамат Нуріков    |
| 74 кг      | Сонер Демірташ        | Джабраїл Гасанов  | Якоб Макарашвілі  |
| 74 кг      | Сонер Демірташ        | Джабраїл Гасанов  | Заур Макієв       |
| 86 кг      | Шаміль Кудіямагомедов | Олександр Гостієв | Дато Марсагішвілі |
| 86 кг      | Шаміль Кудіямагомедов | Олександр Гостієв | Ібрагім Алдатов   |
| 97 кг      | Анзор Болтукаєв       | Іван Янковський   | Ерік Тіле         |
| 97 кг      | Анзор Болтукаєв       | Іван Янковський   | Елізбар Одікадзе  |
| 125 кг     | Гено Петріашвілі      | Роберт Баран      | Олексій Ніколаєв  |
| 125 кг     | Гено Петріашвілі      | Роберт Баран      | Ален Засєєв       |

### Чоловіки, греко-римська
| Дисципліна | Золото            | Срібло                | Бронза              |
| ---------- | ----------------- | --------------------- | ------------------- |
| 59 кг      | Мінгіян Семенов   | Роман Амоян           | Доніор Ісламов      |
| 59 кг      | Мінгіян Семенов   | Роман Амоян           | Дмитро Цимбалюк     |
| 66 кг      | Ісламбек Альбієв  | Давор Штефанек        | Камран Мамедов      |
| 66 кг      | Ісламбек Альбієв  | Давор Штефанек        | Шмагі Болквадзе     |
| 71 кг      | Варшам Боранян    | Александар Максимович | Гасан Алієв         |
| 71 кг      | Варшам Боранян    | Александар Максимович | Балінт Корпаші      |
| 75 кг      | Зураб Датунашвілі | Віктор Немеш          | Ласло Сабо          |
| 75 кг      | Зураб Датунашвілі | Віктор Немеш          | Карапет Чалян       |
| 80 кг      | Паскаль Айзеле    | Едгар Бабаян          | Аслан Атем          |
| 80 кг      | Паскаль Айзеле    | Едгар Бабаян          | Даніель Александров |
| 85 кг      | Жан Беленюк       | Роберт Кобліашвілі    | Тадеуш Михалик      |
| 85 кг      | Жан Беленюк       | Роберт Кобліашвілі    | Деніс Кудла         |
| 98 кг      | Микита Мельников  | Артур Алексанян       | Дженк Ільдем        |
| 98 кг      | Микита Мельников  | Артур Алексанян       | Олександр Грабовик  |
| 130 кг     | Риза Каяалп       | Олександр Черницький  | Юхан Еурен          |
| 130 кг     | Риза Каяалп       | Олександр Черницький  | Йосип Чугошвілі     |

### Жінки, вільний стиль
| Дисципліна | Золото               | Срібло              | Бронза            |
| ---------- | -------------------- | ------------------- | ----------------- |
| 48 кг      | Марія Стадник        | Аліна Вуч           | Еліца Янкова      |
| 48 кг      | Марія Стадник        | Аліна Вуч           | Марина Маркевич   |
| 53 кг      | Софія Маттссон       | Ірина Курочкіна     | Ніна Хеммер       |
| 53 кг      | Софія Маттссон       | Ірина Курочкіна     | Юлія Благиня      |
| 55 кг      | Ірина Ологонова      | Тетяна Кіт          | Роксана Засіна    |
| 55 кг      | Ірина Ологонова      | Тетяна Кіт          | Рамона Галамбош   |
| 58 кг      | Наталія Синишин      | Грейс Буллен        | Ганна Василенко   |
| 58 кг      | Наталія Синишин      | Грейс Буллен        | Мімі Христова     |
| 60 кг      | Петра Оллі           | Оксана Гергель      | Юлія Пронцевич    |
| 60 кг      | Петра Оллі           | Оксана Гергель      | Юлія Раткевич     |
| 63 кг      | Анастасія Григор'єва | Юлія Ткач           | Інна Тражукова    |
| 63 кг      | Анастасія Григор'єва | Юлія Ткач           | Маріанна Шаштін   |
| 69 кг      | Марія Мамашук        | Ілана Кратиш        | Бусе Тосун        |
| 69 кг      | Марія Мамашук        | Ілана Кратиш        | Аліна Стадник     |
| 75 кг      | Ясемін Адар          | Альона Стародубцева | Василіса Марзалюк |
| 75 кг      | Ясемін Адар          | Альона Стародубцева | Алла Черкасова    |